# 郭女王
文德皇后（184年4月8日—235年3月14日），姓郭，名不詳，字女王，魏文帝曹丕之妾，后成为皇后。安平广宗（今河北威县）人，荊州南郡太守郭永之次女。諡號为“文德皇后”。

## 生平

### 早年經歷
郭后祖上世代為長吏，父親郭永官至南郡太守，母親即堂阳君董氏，兄長郭浮為高唐令。郭后生於漢靈帝中平元年（184年），自幼聰慧異常，父親郭永為之驚奇道：「此乃吾女中王也。」遂以「女王」為字。她早早失亲，在战乱中飘泊无靠，后來沒落在銅鞮侯家中。曹操為魏公的時候，她应召入文帝东宫。郭后才智過人，曹丕時時採納她的建議，得以被定为世子，即有郭女王建議。

### 皇后
建安二十五年（220年），曹丕繼承王位，封郭女王為夫人。同年，曹丕登基爲文帝，又封她爲貴嬪，位次皇后。早先曹丕娶上蔡縣令甄逸之女甄氏，生有長子曹叡。后來郭女王深得文帝宠幸，甄氏則被留在鄴城，不得面見文帝，爲此流露出怨悻的言辭。文帝聞後大怒，因郭貴嬪之故，賜死甄氏。
黄初三年（222年），朝廷议立皇后，曹丕想立郭貴嬪为皇后。中郎栈潜上疏言不可以妾为妻，勸説由豪門世族中选取皇后。
后宫中，柴贵人和阴贵人都得到盛宠，郭皇后时时教导他们，对于后宫中犯错的妃嫔，也经常为他们跪着请罪。当时皇后的哥哥和弟弟都早已去世，於是請堂兄郭表过继给她的父亲为子嗣。
黄初七年（226年），驃騎將軍曹洪的門客犯法，曹洪本人因此被連累入獄。曹洪生性節省而使累積許多財富，曹丕少年时曾向他借過钱，但被拒絕，曹丕因而怀恨在心，正打算藉此事将曹洪处死。群臣前去说情，没能奏效。卞太后对郭皇后说：“假如曹洪今天死，明天我就让陛下废了妳”，郭皇后痛哭着屡请曹丕赦免曹洪，才使曹洪以剝官削爵免於一死。

### 太后
黃初七年（226年）五月，曹丕驾崩于洛陽宮。太子曹叡即位，尊封郭皇后为皇太后。
先時，文帝因为郭皇后無子，下诏命她抚养后来的魏明帝曹叡。但曹叡因为自己母亲甄宓是被赐死而非善终，一直耿耿于怀。后来不得已，才对郭皇后恭恭敬敬的，早晚依常法问候起居，郭皇后也因为自己没有儿子，对曹叡疼爱有加。而文帝始终认为曹叡的心里是不高兴的，便想立其他姬妾的孩子，京兆王曹禮为后嗣，因此一直没有封曹叡为太子。直到病終前一天，才詔立曹叡為嗣。曹叡繼位后，尊郭女王為皇太后。因她居住的宫殿名永安宫，遂称她为永安宮太后。
太和四年（230年），明帝下诏封郭表为安阳亭侯，继而又晋爵为乡侯，增加食邑连同以前所有的共五百户，还封他为中垒将军，封他的儿子郭详为骑都尉。
青龍三年（235年）正月丁巳（3月14日），郭太后薨逝于許昌，朝廷按皇太后丧葬的规格为她营造陵墓。三月庚寅（4月16日），將她安葬在曹丕首陽陵西側。不過死因有多種說法。《魏略》记载，甄氏死之前将曹叡托付给曹丕的另一位妃子李氏。等到曹叡继位，数次向太后询问母亲死状，太后因此忧惧暴崩，这时李氏才向明帝说明甄氏是被郭氏构陷而死，明帝哀痛不已，使人讓郭太后的屍身以其頭髮披臉。《汉晋春秋》记载，甄氏死后被髮覆面，以糠塞口。明帝继位后，心中忿恨，数次哭泣着向太后追问母亲死状，郭太后说：“你母亲是先帝所杀，为什么责问我？应该去怪罪你的父亲。况且你作为人子，怎么能因为亲生母亲杀害后母呢？”明帝听了暴怒不已，于是逼杀郭太后。
青龙四年（236年），明帝发布诏令，改追封郭后的父亲郭永为观津敬侯，母亲董氏为堂阳君；追封郭后的哥哥郭浮为梁里亭戴侯、弟弟郭都为武城亭孝侯、郭成为新乐亭定侯。

## 家庭

### 父母
- 父：郭永，南郡太守，追谥安阳乡敬侯
- 母：董氏，追封堂陽君

### 兄弟
- 郭浮，高唐令，早卒，追封梁裡亭侯，谥号戴
- 郭都，早卒，追封武城亭侯，谥号孝
- 郭成，早卒，追封新長亭侯，谥号定
- 郭表，堂兄郭表，繼為父親的嗣子，並封郭表為奉車都尉。後封觀津千戶侯。

### 姐姐
- 郭昱，適孟氏子，蓋孟軻之後，生子孟武

## 評價
- 曹叡：“哀哀慈妣，兴化闰房，龙飞紫极，作合圣皇，不虞中年，暴罹灾殃。”[12]
- 王沈：“后自在东宫，及即尊位，虽有异宠，心愈恭肃，供养永寿宫，以孝闻。”“性俭约，不好音乐，常慕汉明德马后之为人。”（《魏书》）
- 陈寿：“魏后妃之家，虽云富贵，未有若衰汉乘非其据，宰割朝政者也。鉴往易轨，於斯为美。追观陈群之议，栈潜之论，适足以为百王之规典，垂宪范乎后叶矣。”（《三国志·魏书·后妃传第五》）
- 赵希弁：“少清慧，父永奇之，曰：‘吾此女，女中王。’遂以‘女王’为字。早失二亲，遭难流离，在铜鞮侯家。太祖为魏公时，得入东宫，文帝所爱。”（《小名录》）

## 影視形象
| 影視作品        | 角色             | 演員   |
| 《洛神》（TTV） | 郭笑－曹丕小老婆 | 陳亞蘭 |
| 《洛神》（TVB） | 郭嬛－郭女王     | 郭羡妮 |
| 《新洛神》      | 郭笑－郭女王     | 姜鸿   |
| 《軍師聯盟》    | 郭照－郭女王     | 唐艺昕 |

## 延伸阅读
[在维基数据编辑]
 《三國志·卷05》，出自陳壽《三國志》

## 备注
1. ↑  陳壽《三國志》沒有記載文德郭皇后真名，只记载“后少而父永奇之曰：此乃吾女中王也。遂以女王为字”。後世影視文學創作中多稱其名為郭嬛（xuān）。或按北齊魏收《魏書》中記載“昭皇太后碑文，论后名字之美，比谕”郭后[1]，推測郭女王真名可能叫郭照，一說為郭昭。但“昭皇太后”并非高照容，当指昭太后。昭太后本名无记载。